# Pneu Egger
Pneu Egger ist eine Schweizer Fachhandelskette für Pneus (Autoreifen) mit Sitz in Aarau. Sie betreibt ein Garagennetz mit insgesamt 40 Filialen und ist damit Marktführerin im Schweizer Reifenfachhandel. Das Unternehmen beschäftigt rund 400 Mitarbeiter und erwirtschaftete 2013 einen Umsatz von ca. 110 Millionen Schweizer Franken.
Das Unternehmen verkauft Standard- und Spezialreifen für Personenwagen sowie Gewerbe- und Industriefahrzeuge, vertreibt auch Aluminiumräder und Zubehör. Es bietet verschiedene Dienstleistungen wie Montage, Auswuchten, Einlagerung, Lenkgeometrievermessung, Stossdämpfer-, Auspuff- und Batterieservice. Darüber hinaus betreibt das Unternehmen auch einen nationalen Reifen-Pannenservice für Lastwagen und Lieferwagen.

## Geschichte
Pneu Egger wurde 1949 von Hans Egger in St. Gallen gegründet. Dieser eröffnete dort sein erstes Reifengeschäft. 1962 folgten die erste Zweigniederlassung im Telliquartier in Aarau, die später zum neuen Unternehmenssitz wurde, sowie das erste Schweizer Neugummierungswerk. In den darauf folgenden 20 Jahren eröffnete das Unternehmen unter der operativen Leitung von Hans Hartmann weitere zwölf Filialen. 1982 kaufte Hans Hartmann das Unternehmen und eröffnete in der Folge weitere 16 Standorte. 1998 ging die operative Führung an seinen Sohn Gregor Hartmann über. Mit Wirkung vom 26. Mai 2020 wurde die Pneu Egger AG in CONTITRADE SCHWEIZ AG umbenannt und mit dem bereits seit 1986 zum Continental-Konzern gehörenden Konkurrenten Adam Touring GmbH verschmolzen. Die beiden Marken behielten jedoch ihren unabhängigen Auftritt bis 2022 und vertrieben auch weiterhin Reifenfabrikate von Drittherstellern.
Anfang 2023 begann die schrittweise Umgestaltung der Filialen von Adam Touring und Pneu Egger zur Marke "BestDrive by Continental". Mit Beschluss der Generalversammlung vom 23. Juni 2023 wurde zudem die CONTITRADE SCHWEIZ AG in BestDrive Switzerland AG umbenannt.

## Trivia
Das Logo von Pneu Egger zeigt bei genauer Betrachtung als "Kopf" eine ältere Leichtmetallfelge des Reifenherstellers Pirelli, eines Konkurrenten des heutigen Mutterhauses Continental.